# 德国驻俄罗斯大使馆
德国驻俄罗斯大使馆（德語：Deutsche Botschaft Moskau）是德意志联邦共和国向俄罗斯联邦派驻的最高级别外交代表機構，馆址设于俄罗斯首都莫斯科西行政区的莫斯科電影製片廠街56号。现任德国驻俄大使为2014年3月上任的吕迪格·冯·弗里奇。

## 历史

### 1941年以前
派驻俄罗斯帝国的德国大使馆于1914年之前一直设于圣彼得堡（彼得格勒）。直至威廉·冯·米尔巴赫大使上任后，他才迁往莫斯科办公及居住。1918年7月6日，米尔巴赫-哈尔夫在德国驻俄大使馆的馆舍中遭到俄国左翼社会革命党雅科夫·布朗金和尼古莱·安德烈耶夫枪杀。在此之后，卡爾·赫弗里希曾临时作为继任者在很短的一段时期内担当驻俄大使。自1921年起，大使一职由库尔特·维登费尔德接任。1922年上任的大使乌尔里希·冯·布洛克多夫-兰曹致力于与苏联建立良好的外交关系，同时亦尽量避免德国与其过于亲密。他强烈反对两国的军事合作，这使得他与德军统帅部多有纷争。布洛克多夫-兰曹为德意志国与苏联之间缔结的《柏林条约》作出了重大贡献。在布洛克多夫-兰曹去世后，赫伯特·冯·迪尔克森于1928年接任驻苏大使，但后者未能成功的持续改善德苏关系。鲁道夫·纳多尼于1933年8月在莫斯科接替迪尔克森，但因其不满德国政府的反苏外交政策，遂于1934年辞职。他的继任者弗雷德里希·沃尔纳·冯·舒伦堡则致力于在德国和苏联间达成谅解，并协助促成了两国于1939年8月签订的《苏德互不侵犯条约》。舒伦堡伯爵还试图阻止德国于1941年6月22日入侵苏联。他警告称，苏联的军事力量强大，其工业储备也几乎是无懈可击的。在对苏战争爆发后，德国大使馆被迫关闭，舒伦堡伯爵在莫斯科遭拘禁了数周后被驱逐至土耳其边境。

### 二战后
民主德国（东德）与苏联之间的外交关系是从1945年10月15日建立至1990年结束。东德大使馆及办公处所设于列宁大街。1955年1月25日，在苏联宣布结束与德国的战争状态后，最后一批囚禁在苏联的德国战俘得以归国。然后，苏联于1955年9月与联邦德国（西德）建立外交关系，因为这被视为是克服德国分裂和恢复德国统一的可能手段。首任西德驻苏大使为威廉·哈斯。西德大使馆自1956年起设于博尔沙加·格鲁辛斯卡加大街17号的一座奠基時代风格的别墅（由伊万·阿布拉莫维奇·莫罗索夫设计）。德国工程师霍斯特·施维尔克曼曾于1950年代中期在西德驻苏大使馆的电话系统中发现了窃听器，于1964年遭到暗杀。

### 当代馆舍
设于莫斯科電影製片廠街56号的大使馆复合体建筑和户外设施是根据建筑师汉斯·门辛加和迪特·罗加拉及其合伙人（均为著名汉堡建筑事务所斯彭格林的前雇员）的设计蓝图，于1984年至1992年间建造。联邦建筑局担任工程的监理方，施工方则为豪赫蒂夫。新馆舍在建造过程中大量委用了来自德国的建筑工匠，因为当地工人并不具备所需的技能。同样的，由于当地供应不足以及质量原因，内部装修的所需材料都必须从德国进口。建筑艺术由弗朗茨·贝恩哈德、芭芭拉·海姆和罗伯特·沙德创作。建造总成本约为1.86亿德国马克。
新落成的馆舍在两德统一后依然作为德意志联邦共和国外交使团的驻地。